# Tolmin
Tolmin là một khu tự quản (tiếng Slovenia: občine, số ít – občina) trong vùng Goriška của Slovenia. Tolmin có diện tích 381.5 km2, dân số là theo điều tra ngày 31 tháng 3 năm 2002 là 12198 người. Thủ phủ khu tự quản Tolmin đóng tại Tolmin.